# NGC 6631
NGC 6631 est un amas ouvert situé dans la constellation de l'Écu de Sobieski. Il a été découvert par l'astronome britannique John Herschel en 1836.
Selon la classification des amas ouverts de Robert Trumpler, cet amas renferme entre 50 et 100 étoiles (lettre m) dont la concentration est moyenne (II) et dont les magnitudes se répartissent sur un intervalle moyen (le chiffre 2). Selon le site Lynga consacré aux amas ouverts, le nombre d'étoiles membres de l'amas est de 30. De plus, toujours selon Lynga, la classe est I3m indiquant probablement que l'amas pourrait contenir entre 50 et 100 étoiles.

## Observation
Avec une magnitude visuelle de 11,7, on peut observer l'amas avec un télescope dont l'ouverture est d'au moins 200 mm.

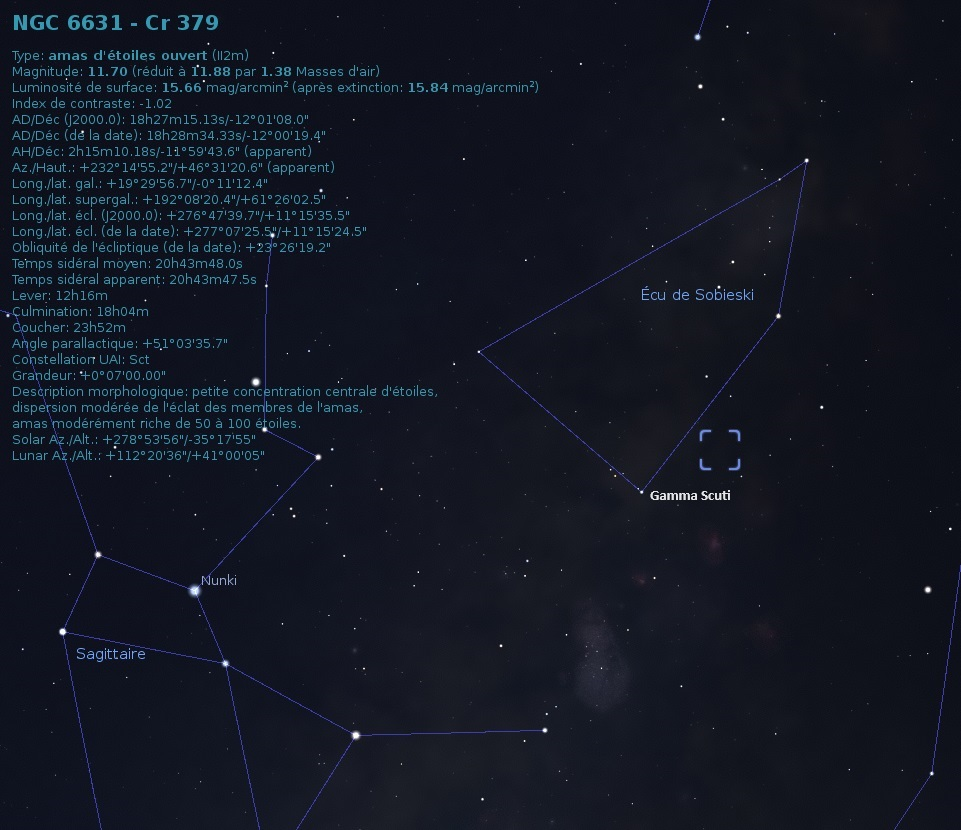
Emplacement de NGC 6631 dans la constellation de l'Écu de Sobieski.

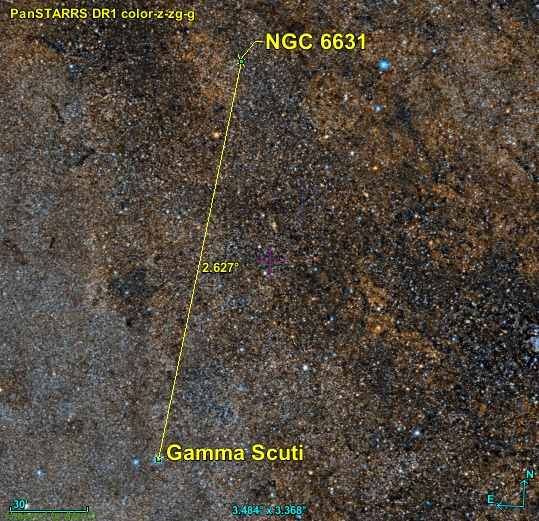
Position de NGC 6631 par rapport Gamma Scuti.

NGC 6631 est situé à environ 2,6 degrés au nord-ouest de l'étoile Gamma Scuti.

## Distance, taille et vitesse
Selon de récentes mesures réalisées en 2021 par le satellite Gaia de la distance de NGC 6631, l'amas est à 2 365 ± 186 pc (∼7 710 al) du système solaire,. La base de données Simbad indique une autre valeur, soit 2676 pc.
La taille apparente de l'amas est de 7 minutes d'arc, ce qui, compte tenu de la distance de 2365 pc et grâce à un calcul simple, équivaut à une taille réelle d'environ 16 années-lumière.
Deux valeurs presque indentique de la vitesse sont indiquées sur Simbad : 37,63 ± 0,23 km/s et  37,64 ± 0,23 km/s.

## Étoiles
NGC 6631 renferme au moins trois étoiles traînardes bleues.
Simbad montre aussi un bouton nommé Children. En cliquant sur ce bouton, on atteint une section de cette base de données qui renferme un tableau contenant 156 entrées pour NGC 6631. Cependant, des étoiles (les Children) peuvent apparaître plusieurs fois dans la deuxième colonne du tableau, d'où le nombre de liens bibliographiques qui est supérieure au nombre d'étoiles. La quatrième colonne de ce tableau indique la probabilité que l'étoile appartienne à l'amas. En cliquant sur le titre de cette colonne, on peut classer la probabilité par ordre croissant ou décroissant. En cliquant sur la désignation de l'étoile, on atteint la page de Simbad qui résume ses propriétés.